# Шосе у бігах
«Шосе у бігах» (англ. Highways in Hiding) — науково-фантастичний роман американського письменника Джорджа О. Сміта. У 1956 році видавництво Гном пресс надрукувало роман окремою книгою накладом 4 000 примірників. Вперше побачив світ частинами 1955 року на сторінках журналу «Уява». У 1957 році Avon Books випустило скорочену версію роману під назвою «Космічна чума».

## Сюжет
Роман розповідає про екстрасенсорне сприйняття і хворобу, яка перетворює чоловіків на суперменів. Він містить численні сюжетні лінії, що стосуються взаємодії людей, які можуть відчувати речі (ясновидців), і людей, які можуть читати думки (телепати). Це протиставляється змові таємного товариства, в якому знаходяться притулки люди, заражені космічною хворобою, яка називається хворобою Мекстрома. Хвороба — це точка, на якій повертається сюжет. Люди заражаються, і це повільно перетворює їх на своєрідну скелю. Затвердіння розпочинається на одній з кінцівок, наприклад, на пальці або на нозі, і повільно починає повзати по зараженій кінцівці. Згодом усі кінцівки затвердіють, і хвороба пробивається до самого організму. У цей момент тіло затвердіває до тих пір, допоки життєво важливі органи не дадуть збій і пацієнт не помре. Сюжет розгортається навколо таємного товариства, яке знайшло ліки від заражених. Щоб приховати себе від широких кіл громадськості, вони розробили програму прихованої магістралі, яка веде заражених до своєрідних «сховищ Мекстрома».

## Відгуки
Дж. Френсіс МакКомас визнав «Шосе в Хайдингу» «досить смачною стравою для тих, хто сидить на дієті з чистої мелодрами», зробивши висновок, що «Пригоди нашого героя тривають занадто довго, але в цілому його подвиги розважають». Оглядач «Гелексі» Флойд К. Гейл високо оцінив роман за його «напруженість [і] тріскучий, завзятий діалог».